# Fidèle Chojnacki
Fidèle Chojnacki, ou en religion Jérôme Chojnacki (né le 1er novembre 1906 à Łódź et décédé le 9 juillet 1942 à Dachau) est un prêtre polonais catholique, capucin, martyr du régime nazi. Il est vénéré comme bienheureux par l'Église catholique.

## Biographie
Fidèle est l'un des six enfants de Wacław Chojnacki et sa femme Leokadia (née Sprusińska). Après avoir obtenu son diplôme d'études secondaires, il va à Podchorążówka au Collège d'éducation physique pendant un an, puis travaille comme commis - à la Compagnie d'assurance universelle de Szczuczyn Nowogródzki et au bureau de poste principal de Varsovie. À Varsovie, il aidé son oncle, le père. Stanisław Sprusiński militant à l'Action catholique. 
Il rejoint l'ordre des Capucins le 27 août 1933. Il étudie la philosophie à Zakroczym et y fonde le Club de coopération intellectuelle pour les séminaristes. Il poursuit ses études théologiques à Lublin.  
En parallèle, il effectue son travail pastoral auprès des alcooliques, en tentant de prendre exemple sur saint François d'Assise. Il est connu pour sa foi profonde et une grande diligence. Il publie plusieurs articles dans la revue Seraficka Family: Vraie piété dans la vie d'un Tertiaire (1937), Le Tiers-Ordre et les intentions de l'Église (1937), Le Tiers-Ordre face aux nécessités de la vie moderne (1937), Tertiaire dans la vie d'une paroisse (1937), Jour de réconciliation (1938), Missions capucines (1939). 
Le déclenchement de la Seconde Guerre mondiale interrompt ses études. Il est arrêté le 25 janvier 1940 et emprisonné, puis le 18 juin 1940 il est transféré au camp de concentration allemand de Sachsenhausen, et le 14 décembre 1940 il est emmené à Dachau et enregistré sous le numéro 22473  . 
Il meurt d'épuisement et son corps est brûlé dans les fours crématoires du camp.

## Béatification
Il est béatifié par le pape Jean-Paul II en 1999 comme l'un des 108 martyrs polonais de la Seconde Guerre mondiale. 
Il est fêté enle 9 juillet  ou le 12 juin avec les martyrs polonais ; dans les couvents capucins le 16 juin  . 